# Tempozet
Een tempozet is bij schaken een zet waarmee men de situatie niet wezenlijk verandert, behalve dat de tegenstander weer aan zet is.
Bij schaken is men steeds verplicht een zet te doen.
Een speler zal graag een zet doen waarmee hij de situatie verbetert.
Het komt echter weleens voor, vooral in het eindspel, dat een speler de situatie alleen maar verslechteren kan.
Men doet dan een tempozet, een zet die geen effect heeft, waardoor de tegenstander weer aan zet is.
Natuurlijk zal de tegenstander dan ook een tempozet willen doen, waardoor de partij in remise eindigt.
Interessanter wordt het als de tegenstander geen tempozetten tot zijn beschikking heeft; hij is dan in zetdwang.
Tempozetten zijn goed mogelijk met een toren of loper. 
Deze stukken werken op afstand en de invloed van deze stukken verandert vaak niet door ze iets te verplaatsen. 
Een voorbeeld daarvan staat in het tweede diagram.
Ook met een pion worden tempozetten gedaan, maar dat kan slechts enkele keren. Door geen gebruik te maken van de dubbele stap bij de eerste zet van een pion, krijgt men een tempozet extra.
In het eerste diagram zal Zwart niet 1 ... Kc7? zetten, want dan wint Wit met 2 Ke7. Gelukkig kan hij nog een tempozet doen: 1 ... a5. Daarna is Wit gedwongen tot 2 Kd6 pat als hij pion d7 niet wil verliezen.
Zou Zwart 1 ... a6? spelen, dan heeft Wit ook een tempozet: 2 a5, en dan heeft Zwart alleen nog maar het fatale 2 ... Kc7.
Sterker nog, als Zwart 1 ... a6? speelt hoeft Wit niet per se met 2 a5 te antwoorden. Na 2 Kd6 kan Zwart nog 2 ... a5 spelen, hij staat dus niet pat en zal verliezen.
In het tweede diagram wil Wit met 1 Ta8# matzetten, maar dat kan alleen als de koningen op dezelfde lijn staan (of met de zwarte koning op h8). 
Telkens als Wit zijn koning op de gewenste lijn zet, zal de zwarte koning naar links of rechts weglopen, waarbij hij natuurlijk h8 zal mijden.
Na een tempozet met de toren, bijvoorbeeld 1 Tb7, is dat probleem opgelost. 
Ook met de witte koning is een tempozet mogelijk, via de 5e rij. Het paard staat te ver weg om in een paar zetten bij het mat te helpen, maar het kan voor een tempozet gebruikt worden.
In een uitzichtloos eindspel kan het voorkomen dat een speler remise weigert, in de hoop dat de tegenstander een fatale fout maakt of de tijd overschrijdt. 
In afwachting van die fout doet hij zelf onbetekenende zetten. Dit heet laveren.

## Dammen
Een tempozet bij dammen heeft een geheel andere betekenis. Bij dammen wordt gesproken van een tempozet als een speler aan zet is terwijl de tegenstander op slag staat. Een tempozet bij dammen is daardoor een veel voorkomende finesse bij het uitvoeren van een combinatie.